# S.O.S. (前菜)
S.O.S.是一道傳統的瑞典開胃菜。這個縮寫代表的是瑞典語：，也是此菜餚的三種原料：奶油、起司與鯡魚。這道菜餚通常與阿夸維特一起食用。